# Carlos Fumo Gonçalves
Carlos Fumo Gonçalves (ur. 22 września 1979 w Maputo) – mozambicki piłkarz występujący na pozycji pomocnika.